# محمد تقي القمي
محمد تقي القمي رجل دين شيعي ولد عام 1908م لعائلة متدينة ميسورة الحال تملك العديد من الأراضي الزراعية وهو يتحدر من سبعة أجداد كل منهم كان عالماً من علماء الدين وكان والده «حجة الإسلام» (أعلى لقب ديني وقتها) أقا أحمد القمي كبير القضاة الشرعيين بطهران.
حفظ القران ودرس اللغة العربية وادابها وهو في المرحلة الابتدائية. ودر بعد اتمام المرحلة الثانوية الفقه والاصول والكلام وكافة العلوم الشرعية.

## التقريب بين المذاهب
كان محمد تقي القمي متحمسا جدا للتقليل من حجم الهوى بين المذاهب الإسلامية وكان مهتما جدا بالعمل للتقريب بينهم وتوحيد الامة الإسلامية. فترك إيران عام 1937م ليبدا رحلة طويلة كان هدفها انهاء القطيعة بين المذاهب الإسلامية، فسافر إلى العراق ولبنان وتشاور مع علماء البلدين فوجد ترحيبا لفكرته. فانطلق بعدها إلى مصر والتي تمثل قلب العالم الإسلامي.
عند وصول القمی إلى مصر اجتمع بشيخ الأزهر الإمام الجليل فضيلة الشيخ مصطفي المراغي الذي أيد الدعوة ورحب بالفكرة وهيأ له فرصة الاتصال بعلماء المسلمين كالشيخ عبد المجيد سليم والشيخ مصطفي عبد الرازق وغيرهم والذي تشكلت منهم نواة دعوة التقريب ودار التقريب فيما بعد، كما دعاه لإلقاء محاضرات بالأزهر الشريف حتى تتهيأ فرصة التقارب النفسي والفكري بينه وبين غيره من علماء السنة، لكن الحرب العالمية الثانية نشبت فاضطر للعودة إلى إيران لينشر دعواه هناك.
وبعد انتهاء الحرب عاد إلى مصر ثانية وقام بتأسيس دار التقريب بين المذاهب الإسلامية في القاهرة في فبراير 1947م. قال عن الشيخ محمود شلتوت: